# Бериславська міська територіальна громада
Бериславська міська територіальна громада — територіальна громада в Україні, у Бериславському районі Херсонської області з адміністративним центром у місті Берислав.

## Загальна інформація
Площа території — 457,7 км², населення громади — 18 062 особи (2020 р.).

## Населені пункти
До складу громади увійшли м. Берислав, села Вільне, Зміївка, Новоберислав, Новосілка, Раківка, Тараса Шевченка, Томарине, Урожайне та селище Шляхове.

## Історія
Створена у 2020 році, відповідно до розпорядження Кабінету Міністрів України № 726-р від 12 червня 2020 року «Про визначення адміністративних центрів та затвердження територій територіальних громад Херсонської області», шляхом об'єднання територій та населених пунктів Шляхівської сільської громади (у складі Раківської, Томаринської, Урожайненської та Шляхівської сільських рад), Бериславської міської та Зміївської і Новобериславської сільських рад Бериславського району Херсонської області.